# Micropolypodium basiattenuatum
Micropolypodium basiattenuatum là một loài dương xỉ trong họ Polypodiaceae. Loài này được Jenman A.R. Sm. mô tả khoa học đầu tiên năm 1992.